# Dervarics Kálmán
Egyházasbükki Dervarics Kálmán Elek (Gutorfölde, Zala vármegye, 1827. június 5. – Alsólendva, Zala vármegye, 1904. március 30.) aljárásbíró, helytörténész, 1848-as nemzetőri főhadnagy.

## Élete
A zalai nemesi származású egyházasbükki Dervarics család sarja. Apja egyházasbükki Dervarics Lajos (1795-1841), alsólendvai postamester, gutorföldi és zágorhidai pusztai birtokos, anyja zalalövői Sinkovits Anna volt. Az apja megszerezte az alsólendvai postamesteri jogot és a vele járó birtokot, és 1831-ben költözött oda családjával együtt. Dervarics Kálmán a gimnáziumot Varasdon végezte, majd a győri jogakadémiára járt, ahol 1846-ban bölcsészetet végzett. 1847-ben megyei tiszteletbeli esküdtté nevezték ki. 1848-ban a Zala megyei mozgó nemzetőrség főhadnagyává választották, és aktívan vett részt a horvát csapatok betörését akadályozó különböző hadműveletben Zalában. 1848. december 13.-án bonyhádi Perczel Mór utasításai szerint, a 21 éves Dervarics Kálmán nemzetőr főhadnagy honvédek segítségével elsüllyesztette a hotticai kompot a Murán, így megakadályozva az ellenség átkelését Alsólendva felé. A szabadságharc leverése után, 1854-ig az alsólendvai főszolgabírói hivatalban dolgozott írnokként is. Az alsolendvai járásban nélkülözhetetlenné vált az egyik napidíjas írnok, Dervarics Kálmán, az egyedüli a hivatalban, aki anyanyelvi szinten beszélte az ott élő horvátok és szlovének nyelvét is. 1855-től céhbiztosi feladatokat látott el. Eközben több írása is megjelent a Divatcsarnokban és a Vasárnapi Újságban. 1861-ben Alsólendva jegyzőjévé nevezték ki.
1865 novemberétől a lövői járásbeli alszolgabírói tisztséget töltötte be egészen 1867. május 6.-áig. 1868-tól az alsólendvai városbírói tisztséget töltötte be. 1872-től a helyi járásbíróságnál aljárásbíróként tevékenykedett. 1893-ban nyugdíjba vonult. Az 1890-es évek végétől haláláig ugyanitt vend nyelven működött tolmácsként. Emellett rendszeresen publikált az 1862-től meginduló Zala-Somogyi Közlönyben és az 1896-tól megjelenő Alsólendvai Híradóban. Cikkeiben főként Alsólendva és környékének múltjával foglalkozott. Alsólendva és vidéke történetéről, a lendvai várról készült terjedelmes munkáját kéziratként hagyta az utókorra. Egyik leghíresebb művében - Gróf Zrínyi Miklósa költő halála 1664-ben (1881) - „minden kételyt kizáró adatok” nyomán állította, hogy Póka István vadász, a bécsi kormány megbízásából követett el merényletet Zrínyi ellen, de vadászbalesetnek álcázta tettét.

## Házassága és gyermekei
Egyházasbükki Dervarics Kálmán  felesége Vargha Katalin volt, aki 5 gyermekkel áldotta meg őt:
- Dervarics Ilona (Szül: 1873 IV/16)
- Dervarics Kálmán (Szül: 1875 XII/13)
- Dervarics Elemér (Szül: 1878 I/14)
- Dervarics Jenő (Szül: 1880 IX/25)
- Dervarics Melinda (Szül: 1882 XI/10)